# آنیدرید دودسنیل سوکسینیک
آنیدرید دودسنیل سوکسینیک (به انگلیسی: Dodecenyl succinic anhydride) یک ترکیب شیمیایی با شناسه پاب‌کم ۹۸۱۰۷ است.